# Музеи
Музеи (итал. Musei) је насеље у Италији у округу Карбонија-Иглесијас, региону Сардинија.
Према процени из 2011. у насељу је живело 1285 становника. Насеље се налази на надморској висини од 117 м.

## Становништво
Према резултатима пописа становништва 2011. у општини је живело 1.522 становника.
| 1931. | 1936. | 1951. | 1961. | 1971. | 1981. | 1991. | 2001. | 2011. |
| ----- | ----- | ----- | ----- | ----- | ----- | ----- | ----- | ----- |
| 806   | 878   | 1.188 | 1.326 | 1.257 | 1.304 | 1.451 | 1.506 | 1.522 |